# Michèle Beugnet
Michèle Beugnet (ur. 15 kwietnia 1950) – francuska lekkoatletka, sprinterka.
Odpadła w półfinale biegu na 60 metrów na halowych mistrzostwach Europy w 1971 w Sofii. Zajęła 7. miejsce w sztafecie 4 × 100 metrów (w składzie: Gabrielle Meyer, Beugnet, Nicole Pani i Odette Ducas) na mistrzostwach Europy w 1971 w Helsinkach.
Zdobyła srebrny medal w sztafecie 4 × 100 metrów (w składzie: Pani, Ducas, Beugnet oraz Colette Besson) oraz brązowy medal w biegu na 100 metrów na igrzyskach śródziemnomorskich w 1971 w Izmirze.
Zdobyła srebrny medal w sztafecie 4 × 1 okrążenie na halowych mistrzostwach Europy w 1972 w Grenoble (sztafeta francuska biegła w składzie: Beugnet, Christiane Marlet, Claudine Meire i Pani), a w biegu na 50 metrów odpadła w półfinale. Na kolejnych halowych mistrzostwach Europy w 1973 w Rotterdamie odpadła w eliminacjach biegu na 60 metrów.
Była brązową medalistką mistrzostw Francji w biegu na 100 metrów w 1970, a w hali wicemistrzynią w biegu na 50 metrów w 1972 oraz brązową medalistką w biegu na 60 metrów w 1973.
Rekordy życiowe Beugnet:
- bieg na 100 metrów – 11,7 s (1971)
- bieg na 200 metrów – 24,2 s (1970)
- bieg na 100 metrów przez płotki – 14,1 s (1971)